# Ivan Gisingovac
Ivan Gisingovac (njem. Johann Güssing) (? – ?, 1308.), hrvatski velikaš njemačkog podrijetla, ugarski palatin (1281. – 1282., 1287., 1303. i 1306. – 1307.) i slavonski ban (1275. – 1277., 1284., 1299.) iz velikaške obitelji Gisingovaca.
Bio je sin kneza Henrika II. Iskoristio je, zajedno s bratom Nikolom, slabljenje kraljevske vlasti za otimanje tuđih posjeda. Bio je u stalnom sukobu s velikaškom obitelji Babonić te se njegova obitelj s njima i Gut-Keledima izmjenjivala u banskoj časti i vrhovništvu nad Slavonijom. Gisingovci su mirom 1278. godine prepustili Babonićima županije Pset, Goru, Gaj, Drežnik i Novigrad. Međutim, uskoro je izbio novi rat između Gisingovaca i Babonića zbog čega opet 1280. godine sklapaju mir.
Zagrebački biskup Timotej je u ožujku 1281. godine prvi put ekskomunicirao braću Ivana, Nikolu i Henrika III. zbog skupljanje crkvenih podavanja u svoju korist i smetanja posjeda. Pokušaj kralja Ladislava IV. Kumanca (1272. – 1290.) da uz pomoć austrijskog vojvode Albrechta, čije su posjede također harala braća Gisingovci, suzbije i prisili Gisingovce na povrat nezakonito stečenih posjeda, pokazao se neuspješnim. U borbama s vojvodom Albrechtom Gisingovci su izgubili Kiseg 1289. godine kao najčvršće uporište svoje vlasti u zapadnoj Ugarskoj i sva okolna imanja te se od tada težište njihova djelovanja prebacilo u Slavoniju.
Godine 1292. Ivan je sa svojom braćom zarobio kralja Andriju III. Mlečanina, kada je protiv braće poveo vojni pohod protiv njih. Suočeni s negativnim odjekom svog čina, oslobodili su kralja, ali su se pomirili s njime tek 1300. godine. U međuvremenu su Ivan i braća Nikola i Henrik III. nastavili s agresivnom politikom zbog čega su ponovno bili ekskomunicirani u razdoblju 1297. – 1299. godine, ali ih ni to nije bitnije oslabilo.